# Sant Bartomeu d'Albinyana
Sant Bartomeu d'Albinyana és una església d'Albinyana inclosa a l'Inventari del Patrimoni Arquitectònic de Catalunya.

## Descripció
Davant l'església trobem el Sagrat, plaça amb xiprers que abans era el cementiri. La façana de l'església, és dividida en dos cossos horitzontals mitjançant dues motllures; i decorada amb dues pilastres estriades i adossades (una a cada banda). La porta té al damunt la llinda amb motllura en forma de semicercle. El remat consta de dos pinacles i un cos en forma de triangle al mig. L'interior té tres naus. La central presenta volta d'aresta i és separada de les laterals per arcs semicirculars. Als peus de l'església hi ha el cor suportat per un arc escarser. El campanar és una torre quadrada, amb els angles aixamfranats i coronat amb un penell que és un àngel petitó, que recorda al del Vendrell.

## Història
L'església de Sant Bartomeu és documentada el 1120 en la confirmació de les possessions del monestir de Sant Cugat del Vallès del papa Calixt II. D'aquesta església d'estil romànic i d'una sola nau tan sols en resta la part de l'absis i els arcs laterals de mig punt. Al segle xviii s'amplià l'església i es construïren les naus laterals (la dreta en el 17969 i l'esquerra el 1723) segons les inscripcions que presenten cadascuna. El campanar i la façana daten del segle xix segons una inscripció que hi havia en el campanar. Durant la guerra del 36 es cremaren les imatges, els bancs, a l'interior de l'església i el campanar feu de xemeneia (actualment és restaurat).